# Santo Antonio (Bewegung)
Santo Antonio (indonesisch Yayasan Santo Antionius) war eine quasi-religiöse Gruppe, die 1983 in Dili, im damals von Indonesien besetzten Osttimor gegründet wurde. Gründer war Ananias do Carmo Fuka. Er erhielt Unterstützung von seinen Freunden  André da Costa Belo, Alario Lopes Carvalho, Eurico Guterres und Jaime dos Santos und anderen.
Fuka vertrat die Ansicht, dass religiöse Angelegenheiten nicht nur in Ritualen, sondern auch im alltäglichen Leben umgesetzt werde müsse, so zum Beispiel bei der Heilung von Kranken. Den Namen des hl. Antonius wählte die Gruppe, da er als Helfer bei Krankheiten gilt. Der katholische Heilige ist durch die portugiesischen Geschichte auch in Osttimor populär. Als ihr Ziel nannte die Gruppe den „Glauben an Jesus zu stärken, die Lehren des Heiligen Antonius zu praktizieren und den Kranken zu helfen.“ Die Stiftung hatte selbst 34 Mitglieder und dutzende Anhänger. Die Mitglieder waren in drei Gruppen mit einem jeweiligen Führer aufgeteilt, die wiederum Fuka unterstanden. Jedes Mitglied trug eine Kreuztätowierung, auf dem Handrücken zwischen Daumen und Zeigefinger. Dazu wurde mit einer Rasierklinge die Hand angeschnitten und die vermahlende Asche verbrannter Feigen in die Wunde hineingestreut. Bei ihren Heilungsritualen stellten sie sich in einen Kreis vor ein Kruzifix, ein Glas Wasser und zwei brennende Kerzen. Dann verlasen sie ein Gebet und der Kranke wurde aufgefordert, das Wasser zu trinken.
Die Gruppe soll 1988 an einem gescheiterten Attentatsplan auf Indonesiens Diktator Suharto, bei dessen Besuch in Dili, beteiligt gewesen sein. Eurico Guterres wurde vom Militärgeheimdienst Bakin festgenommen und arbeitete ab diesem Zeitpunkt für die Indonesier. Er gilt als einer der schlimmsten Führer der pro-indonesischen Milizen, die bei der Gewaltwelle 1999 für den Tod von 1500 bis 2000 Menschen mitverantwortlich waren. André da Costa Belo wurde 1989 Mitbegründer der Sagrada Família, einer weiteren religiösen Gruppe, die als dem Widerstand gegen die Indonesier nah galt.
Dilis Bischof Carlos Filipe Ximenes Belo verurteilte die Tätigkeiten der Gruppe scharf, woraufhin indonesische Sicherheitskräfte dutzende von Fukas Anhängern in Dili, Baucau, Viqueque und Lospalos verhafteten. Fuka wurde 1989 vom Distriktsgericht Dili für die Gründung einer Sekte, die gegen katholische Lehren verstoße und dem Schamanismus näher stehe, zu sechs Monaten Gefängnis verurteilt.